# Molotschnoje (Wologda)
Molotschnoje (russisch Моло́чное) ist ein Dorf (selo) in der Oblast Wologda mit 7535 Einwohnern (Stand 14. Oktober 2010).

## Geographie
Das Dorf liegt am linken Ufer des rechten Suchona-Nebenflusses Wologda, etwa 15 km nordwestlich des Zentrums der Oblasthauptstadt Wologda.
Es gehört zum Stadtkreis Wologda und liegt als Enklave innerhalb des Gebietes des Rajons Wologda.

## Geschichte
Molotschnoje entstand 1948 als Siedlung städtischen Typs beim 1911 gegründeten Wologdaer Milchwirtschaftsinstitut im Zusammenhang mit dessen Erweiterung. Der Ortsname wurde daher vom russischen Wort moloko für ‚Milch‘ abgeleitet. In Folge entstanden weitere Lehr- und Forschungseinrichtungen. 2004 wurde der Ort im Rahmen einer Verwaltungsreform zu einem Dorf herabgestuft.

### Bevölkerungsentwicklung
| Jahr | Einwohner |
| ---- | --------- |
| 1959 | 4396      |
| 1970 | 6091      |
| 1979 | 6656      |
| 1989 | 8030      |
| 2002 | 8587      |
| 2010 | 7535      |

Anmerkung: Volkszählungsdaten

## Forschung und Bildung
In Molotschnoje ist die aus dem früheren Institut hervorgegangene Wologdaer Staatliche Milchwirtschaftsakademie ansässig, außerdem eine zugehörige Lehr- und Versuchsmolkerei, das Nordwestrussische Forschungsinstitut der Milch- und Weidewirtschaft, ein Zentrum des Staatlichen Agrochemischen Dienstes, ein Umschulungs- und Weiterbildungszentrum des agroindustriellen Komplexes und weitere Einrichtungen.

## Infrastruktur
Östlich am Dorf führt die Regionalstraße R5 vorbei, die von Wologda in den Nordwesten der Oblast, Richtung Kirillow und Wytegra, sowie nach Pudosch und Medweschjegorsk in der Republik Karelien führt. Mit Wologda besteht Busverbindung.
Vier Kilometer südlich liegt beim Dorf Bowykino die Bahnstation Molotschnaja an der Strecke Sankt Petersburg – Wologda (Streckenkilometer 583).